# Къри (окръг, Орегон)
Вижте пояснителната страница за други значения на Къри.
Окръг Къри (на английски: Curry County) е окръг в щата Орегон, Съединени американски щати. Площта му е 5151 km², а населението - 21137 души (2000). Административен център е град Голд Бийч.

## Градове
- Порт Орфърд